# Dipkun
Dipkun (ryska Дипкун) är en ort i länet Amur oblast i Ryssland. Den ligger 162 kilometer öster om Tynda. Dipkun är huvudort i landsbygdsdistriktet Dipkunskij selsovet, som har cirka 1 600 invånare.
Orten grundades 1975.